# Општина Тала (Халиско)
Тала (шп. Tala) општина је у Мексику у савезној држави Халиско. Општина се налази на надморској висини од 1334 м.

## Становништво
Према подацима из 2010. у општини је живело 69031 становника.

### Хронологија
| Година       | 2000                  | 2005                  | 2010                  |
| ------------ | --------------------- | --------------------- | --------------------- |
| Становништво | 53616 (26316 / 27300) | 56291 (27450 / 28841) | 69031 (34313 / 34718) |

### Попис
| \| \| м \| \| \| ж \| \| 0—2 \| 2.195 \| \| \| 2.050 \| \| 3—5 \| 2.308 \| \| \| 2.161 \| \| 6—11 \| 4.623 \| \| \| 4.423 \| \| 12—14 \| 2.140 \| \| \| 2.041 \| \| 15—17 \| 2.082 \| \| \| 1.951 \| \| 18—24 \| 4.016 \| \| \| 4.213 \| \| 60+ \| 3.010 \| \| \| 3.104 \| \| Просек : \| 28,0 \| \| \| 28,8 \| |       |  |  |       |
| |       |  |  |       |
| | м     |  |  | ж     |
| 0—2 | 2.195 |  |  | 2.050 |
| 3—5 | 2.308 |  |  | 2.161 |
| 6—11 | 4.623 |  |  | 4.423 |
| 12—14 | 2.140 |  |  | 2.041 |
| 15—17 | 2.082 |  |  | 1.951 |
| 18—24 | 4.016 |  |  | 4.213 |
| 60+ | 3.010 |  |  | 3.104 |
| Просек : | 28,0  |  |  | 28,8  |

| #   | Индикатор                                                                                        | Вредност |
| --- | ------------------------------------------------------------------------------------------------ | -------- |
| 1   | Становништво од 0 до 2 године                                                                    | 4245     |
| 2   | Мушко становништво од 0 до 2 године                                                              | 2195     |
| 3   | Женско становништво од 0 до 2 године                                                             | 2050     |
| 4   | Становништво са 3 и више година                                                                  | 64730    |
| 5   | Мушко становништво са 3 и више година                                                            | 32091    |
| 6   | Женско становништво са 3 и више година                                                           | 32639    |
| 7   | Становништво са 5 и више година                                                                  | 61727    |
| 8   | Мушко становништво са 5 и више година                                                            | 30524    |
| 9   | Женско становништво са 5 и више година                                                           | 31203    |
| 10  | Становништво са 12 и више година                                                                 | 51215    |
| 11  | Мушко становништво са 12 и више година                                                           | 25160    |
| 12  | Женско становништво са 12 и више година                                                          | 26055    |
| 13  | Становништво са 15 и више година                                                                 | 47034    |
| 14  | Мушко становништво са 15 и више година                                                           | 23020    |
| 15  | Женско становништво са 15 и више година                                                          | 24014    |
| 16  | Становништво са 18 и више година                                                                 | 43001    |
| 17  | Мушко становништво са 18 и више година                                                           | 20938    |
| 18  | Женско становништво са 18 и више година                                                          | 22063    |
| 19  | Становништво од 3 до 5 година                                                                    | 4469     |
| 20  | Мушко становништво од 3 до 5 година                                                              | 2308     |
| 21  | Женско становништво од 3 до 5 година                                                             | 2161     |
| 22  | Становништво од 6 до 11 година                                                                   | 9046     |
| 23  | Мушко становништво од 6 до 11 година                                                             | 4623     |
| 24  | Женско становништво од 6 до 11 година                                                            | 4423     |
| 25  | Становништво од 8 до 14 година                                                                   | 10130    |
| 26  | Мушко становништво од 8 до 14 година                                                             | 5189     |
| 27  | Женско становништво од 8 до 14 година                                                            | 4941     |
| 28  | Становништво од 12 до 14 година                                                                  | 4181     |
| 29  | Мушко становништво од 12 до 14 година                                                            | 2140     |
| 30  | Женско становништво од 12 до 14 година                                                           | 2041     |
| 31  | Становништво од 15 до 17 година                                                                  | 4033     |
| 32  | Мушко становништво од 15 до 17 година                                                            | 2082     |
| 33  | Женско становништво од 15 до 17 година                                                           | 1951     |
| 34  | Становништво од 18 до 24 године                                                                  | 8229     |
| 35  | Мушко становништво од 18 до 24 године                                                            | 4016     |
| 36  | Женско становништво од 18 до 24 године                                                           | 4213     |
| 37  | Женско становништво од 15 до 49 година                                                           | 18283    |
| 38  | Становништво са 60 и више година                                                                 | 6114     |
| 39  | Мушко становништво са 60 и више година                                                           | 3010     |
| 40  | Женско становништво са 60 и више година                                                          | 3104     |
| 41  | Однос између мушкараца и жена                                                                    | 98.83    |
| 42  | Становништво од нуле до 14 година                                                                | 21941    |
| 43  | Становништво од 15 до 64 године                                                                  | 42746    |
| 44  | Становништво од 65 година и више                                                                 | 4288     |
| 45  | Просечан број деце                                                                               | 2.56     |
| 46  | Становништво рођено у ентитету                                                                   | 62867    |
| 47  | Мушко становништво рођено у ентитету                                                             | 31160    |
| 48  | Женско становништво рођено у ентитету                                                            | 31707    |
| 49  | Становништво рођено у другом ентитету                                                            | 5171     |
| 50  | Мушко становништво рођено у другом ентитету                                                      | 2644     |
| 51  | Женско становништво рођено у другом ентитету                                                     | 2527     |
| 52  | Становништво од 5 година и више резидентно у ентитету у јуну 2005. године                        | 58873    |
| 53  | Мушко становништво старосног доба од 5 година и више, резидентно у ентитету у јуну 2005. године  | 28769    |
| 54  | Женско становништво старосног доба од 5 и више година, резидентно у ентитету у јуну 2005. године | 30104    |
| 55  | Становништво од 5 година и више које је живело у другом ентитету у јуну 2005. године             | 1044     |
| 56  | Мушко становништво старије од 5 година које је живело у другом ентитету у јуну 2005. године      | 553      |
| 57  | Женско становништво старије од 5 година које је живело у другом ентитету у јуну 2005. године     | 491      |
| 58  | Становништво од 3 године и више које говори аутохтони језик                                      | 265      |
| 59  | Мушко становништво старо 3 године и више које говори аутохтони језик                             | 144      |
| 60  | Женско становништво старо 3 године и више које говори аутохтони језик                            | 121      |
| 61  | Становништво од 3 године и више које говори аутохтони језик и не говори шпански језик            | 0        |
| 62  | Мушко становништво старо 3 године и више које говори аутохтони језик и не говори шпански         | 0        |
| 63  | Женско становништво старо 3 године и више које говори аутохтони језик и не говори шпански језик  | 0        |
| 64  | Становништво старо 3 године и више које говори аутохтони језик и шпански                         | 202      |
| 65  | Мушко становништво старо 3 године и више које говори аутохтони језик и шпански                   | 111      |
| 66  | Женско становништво старо 3 године и више које говори аутохтони језик и шпански                  | 91       |
| 67  | Становништво од 5 година и више које говори аутохтони језик                                      | 263      |
| 68  | Становништво од 5 година и више које говори аутохтони језик и не говори шпански језик            | 0        |
| 69  | Становништво од 5 година и више које говори аутохтони језик и говори шпански језик               | 202      |
| 70  | Становништво у домородачким домаћинствима                                                        | 552      |
| 71  | Становништво са ограничењима у активностима                                                      | 3429     |
| 72  | Становништво са ограниченим ходањем или кретањем, горе или доле                                  | 1971     |
| 73  | Становници са ограничењима вида, чак и уз кориштење сочива                                       | 873      |
| 74  | Становништво са ограничењима говора, комуникације или конверзације                               | 312      |
| 75  | Становништво са ограниченим слухом                                                               | 404      |
| 76  | Становништво са ограничењима при одевању, купању или јелу                                        | 170      |
| 77  | Становништво са ограничењима у опажању или учењу једноставних ствари                             | 223      |
| 78  | Становништво са менталним ограничењима                                                           | 338      |
| 79  | Становништво без ограничења активности                                                           | 65250    |
| 80  | Становништво од 3 до 5 година које не похађа школу                                               | 2261     |
| 81  | Мушко становништво од 3 до 5 година које не похађа школу                                         | 1170     |
| 82  | Женско становништво од 3 до 5 година које не похађа школу                                        | 1091     |
| 83  | Становништво од 6 до 11 година које не похађа школу                                              | 273      |
| 84  | Мушко становништво од 6 до 11 година које не похађа школу                                        | 166      |
| 85  | Женско становништво од 6 до 11 година које не похађа школу                                       | 107      |
| 86  | Становништво од 12 до 14 година које не похађа школу                                             | 445      |
| 87  | Мушко становништво од 12 до 14 година које не похађа школу                                       | 254      |
| 88  | Женско становништво од 12 до 14 година које не похађа школу                                      | 191      |
| 89  | Становништво од 15 до 17 година похађа школу                                                     | 2398     |
| 90  | Мушко становништво од 15 до 17 година похађа школу                                               | 1192     |
| 91  | Женско становништво између 15 и 17 година живота у школи                                         | 1206     |
| 92  | Становништво од 18 до 24 године похађа школу                                                     | 1644     |
| 93  | Мушко становништво од 18 до 24 године похађа школу                                               | 801      |
| 94  | Женско становништво од 18 до 24 године похађа школу                                              | 843      |
| 95  | Становништво од 8 до 14 година које не може да чита и пише                                       | 340      |
| 96  | Мушко становништво старосног доба од 8 до 14 година које не може да чита и пише                  | 217      |
| 97  | Женско становништво старосног доби од 8 до 14 година које не може да чита и пише                 | 123      |
| 98  | Становништво од 15 година и више које је неписмено                                               | 2607     |
| 99  | Мушко становништво од 15 година и више које је неписмено                                         | 1307     |
| 100 | Женско становништво од 15 година и више које је неписмено                                        | 1300     |
| 101 | Становништво старо 15 и више година без школовања                                                | 2954     |
| 102 | Мушко становништво старо 15 и више година без школовања                                          | 1542     |
| 103 | Женско становништво старо 15 и више година без школовања                                         | 1412     |
| 104 | Становништво старосног доба 15 и више година са непотпуним основним образовањем                  | 7706     |
| 105 | Мушко становништво старосног доба од 15 година и више са непотпуном основним образовањем         | 3717     |
| 106 | Женско становништво старосног доба 15 и више година са непотпуном основним образовањем           | 3989     |
| 107 | Становништво старо 15 и више година са комплетним основним образовањем                           | 9643     |
| 108 | Мушко становништво старо 15 година и више са комплетним основним образовањем                     | 4354     |
| 109 | Женско становништво старо 15 и више година са комплетним основним образовањем                    | 5289     |
| 110 | Становништво старосног доба 15 и више година са непотпуним средњим образовањем                   | 2664     |
| 111 | Мушко становништво старосног доба од 15 година и више са непотпуним средњим образовањем          | 1527     |
| 112 | Женско становништво старосног доба од 15 година и више са непотпуним средњим образовањем         | 1137     |
| 113 | Становништво старо 15 и више година са пуним секундарном образовањем                             | 11554    |
| 114 | Мушко становништво старосног доба од 15 година и више са пуним секундарном образовањем           | 5794     |
| 115 | Женско становништво старосног доба од 15 година и више са пуним секундарном образовањем          | 5760     |
| 116 | Становништво старије од 18 година са постосновним образовањем                                    | 11100    |
| 117 | Мушко становништво старије од 18 година са постосновним образовањем                              | 5461     |
| 118 | Женско становништво старије од 18 година са постосновним образовањем                             | 5639     |
| 119 | Просечна оцена школовања                                                                         | 7.79     |
| 120 | Просечан ниво образовања мушке популације                                                        | 7.82     |
| 121 | Просечан ниво образовања женског становништва                                                    | 7.77     |
| 122 | Економски активно становништво                                                                   | 25740    |
| 123 | Економски активна мушка популација                                                               | 18017    |
| 124 | Економски активна женска популација                                                              | 7723     |
| 125 | Становништво које није економски активно                                                         | 25175    |
| 126 | Мушко становништво које није економски активно                                                   | 7000     |
| 127 | Женско становништво које није економски активно                                                  | 18175    |
| 128 | Запослено становништво                                                                           | 24429    |
| 129 | Запослено мушко становништво                                                                     | 16860    |
| 130 | Запослено женско становништво                                                                    | 7569     |
| 131 | Незапослена популација                                                                           | 1311     |
| 132 | Незапослена мушка популација                                                                     | 1157     |
| 133 | Незапослена женска популација                                                                    | 154      |
| 134 | Становништво без права на здравствене услуге                                                     | 18502    |
| 135 | Становништво које има право на здравствене услуге                                                | 50381    |
| 136 | Становништво које има право на ИМСС                                                              | 39117    |
| 137 | Становништво које има право на социјално осигурање                                               | 1241     |
| 138 | Становништво које има право на државно социјално осигурање                                       | 81       |
| 139 | Становништво које има право на опште осигурање или здравствено осигурање за нову генерацију      | 9708     |
| 140 | Становништво које је било једном или није било у браку током 12 година и више                    | 17124    |
| 141 | Венчано или уједињено становништво од 12 година и више                                           | 29979    |
| 142 | Становништво које је било у браку или уједињено 12 година и више                                 | 4023     |
| 143 | Становништво са католичком религијом                                                             | 66031    |
| 144 | Протестанти, еванђелисти и библијски следбеници различити од еванђелиста                         | 2133     |
| 145 | Становништво са другим религијама различитим од претходних                                       | 7        |
| 146 | Становништво без религије                                                                        | 606      |
| 147 | Укупно пописаних домаћинства                                                                     | 17477    |
| 148 | Пописна домаћинства на челу са мушкарцима                                                        | 14068    |
| 149 | Пописна домаћинства на челу са женама                                                            | 3409     |
| 150 | Становништво у пописним домаћинствима                                                            | 68921    |
| 151 | Становништво у пописним домаћинствима на челу са мушкарцима                                      | 57593    |
| 152 | Становништво у пописним домаћинствима на челу са женама                                          | 11328    |
| 153 | Укупно домаћинстава                                                                              | 26386    |
| 154 | Укупно насељених домаћинстава                                                                    | 17495    |
| 155 | Укупно приватних кућа                                                                            | 26368    |
| 156 | Насељени приватни домови                                                                         | 17477    |
| 157 | Укупно насељених приватних кућа                                                                  | 17490    |
| 158 | Ненасељене приватне куће                                                                         | 7447     |
| 159 | Појединачна домаћинства за привремену употребу                                                   | 1444     |
| 160 | Становници у насељеним приватним кућама                                                          | 68921    |
| 161 | Насељеност станара у приватним становима                                                         | 3.94     |
| 162 | Просечно становника по соби у приватним насељеним домаћинствима                                  | 1.06     |
| 163 | Појединачна домаћинства са подовима од различитих материјала од земље                            | 17061    |
| 164 | Појединачна домаћинства у приземљу                                                               | 354      |
| 165 | Појединачна домаћинства са једном спаваћом собом                                                 | 5679     |
| 166 | Појединачна домаћинства са две спаваће собе и више                                               | 11729    |
| 167 | Појединачна домаћинства са једним собом                                                          | 556      |
| 168 | Појединачна домаћинства са две собе                                                              | 3110     |
| 169 | Појединачна домаћинства са 3 собе и више                                                         | 13733    |
| 170 | Појединачна домаћинства која имају електрично светло                                             | 17306    |
| 171 | Појединачна домаћинства која немају електрично светло                                            | 132      |
| 172 | Појединачна домаћинства која имају водоводну воду у стамбеном простору                           | 16425    |
| 173 | Појединачна домаћинства која немају водоводну воду у стамбеном простору                          | 982      |
| 174 | Појединачна домаћинства која имају тоалет                                                        | 17228    |
| 175 | Појединачна домаћинства која имају канализацију                                                  | 17226    |
| 176 | Појединачна домаћинства која немају канализацију                                                 | 171      |
| 177 | Појединачна домаћинства која имају електрично светло, довод воде из јавне мреже и канализацију   | 16257    |
| 178 | Појединачна домаћинства без икаквих услова                                                       | 105      |
| 179 | Појединачна домаћинства која имају радио                                                         | 14617    |
| 180 | Појединачна домаћинства која имају телевизор                                                     | 16990    |
| 181 | Појединачна домаћинства која имају фрижидер                                                      | 15986    |
| 182 | Појединачна домаћинства која имају машину за веш                                                 | 13365    |
| 183 | Појединачна домаћинства која имају аутомобил или комби                                           | 8764     |
| 184 | Појединачна домаћинства која имају рачунар                                                       | 4160     |
| 185 | Појединачна домаћинства која имају фиксну телефонску линију                                      | 7038     |
| 186 | Појединачна домаћинства која имају мобилни телефон                                               | 11790    |
| 187 | Појединачна домаћинства која имају приступ интернету                                             | 2330     |